# Ostra Góra (Pasterka)

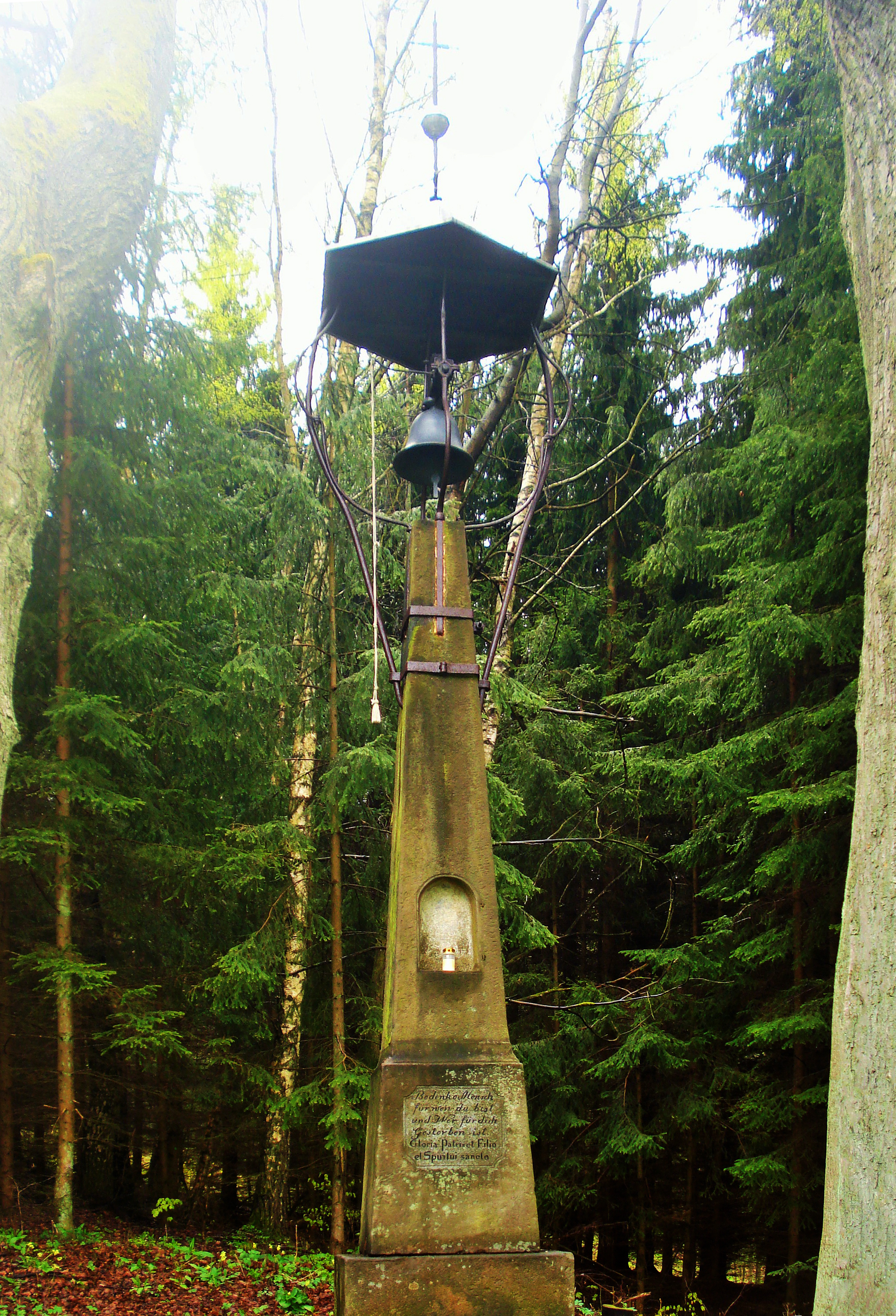
Dzwonnica alarmowa w Ostrej Górze

Ostra Góra (niem. Nauseney, czes. Nouzín,  od 26.02.1937 Scharfenberg; od 1945 r. Jeżowice) – niestandaryzowany przysiółek wsi Pasterka, wyludniona wieś w Polsce położona w województwie dolnośląskim, w powiecie kłodzkim, w gminie Radków.

## Położenie
Ostra Góra to obecnie całkowicie wyludniona wieś leżąca u stóp Błędnych Skał i Ostrej Góry, na wysokości około 550–570 m n.p.m. Przez teren wsi i przejście Ostra Góra / Machovská Lhota prowadzi lokalna droga łącząca Karłów i Machov, nazywana Drogą Machowską.

## Nazwa
Niemiecka nazwa sprzed zmiany w 1937 r. powstała z czeskiej postaci Nuzný, Nuzné ('ubogie, nędzne', z której potem Nouzín). Forma ta pojawiła się zapewne w XVI w. jako nazwa przezwiskowa, charakteryzująca pejoratywnie wieś i jej mieszkańców (por. podobne nazwy polskie Nędza, Nędzówka albo Biedaczów) – dzięki zachowanym zapisom źródłowym, wiadomo, że było to przekręcenie nazwy Lužný, Lužné ('błotne, kałużne'), która zastąpiła starszą od wsi nazwę strumienia Lužnicě (por. 1477 Luzniczi, Lausney, 1601 Lauseney, 1787 Neuseney).

## Historia
Osada powstała na peryferiach dóbr zamku Homole, razem z nimi w 1477 roku została włączona do Hrabstwa Kłodzkiego. W XVI–XVII wieku była administrowana razem z Pasterką i Ŕeřišnym (Brunnkreis), należała do parafii w Radkowie, następnie do górskiej parafii w Pasterce. Jeszcze na początku XVIII w. było tu zaledwie kilka gospodarstw, pod koniec tego stulecia ich liczba przekroczyła 20, był tu również młyn wodny. Mieszkańcy obok rolnictwa zajmowali się chałupniczo tkactwem. Zabudowa obejmowała dolinę Židovki i jej lewego bezimiennego dopływu, stopniowo obejmowała też Ostrej Góry i stoki łączące te dwa obszary, czyli teren znajdujący się na wysokościach od 540 do 740 m n.p.m. W XVIII w. powstała górna część wsi – Scharffenberg / Vostrá Hora – była administrowana z Karłowa (w połowie XIX w. obejmowała 10 domostw). Starsza, dolna część była  kolonią Pasterki (liczyła 31 budynków). W 1910 miejscowość osiągnęła największy stan zaludnienia, to jest 207 osób. Większość mieszkańców stanowili Czesi kłodzcy. Po II wojnie światowej w 1945 roku mimo roszczeń zgłaszanych przez Czechosłowację cały obszar tzw. „czeskiego zakątka” ziemi kłodzkiej znalazł się w granicach Polski. Nastąpiła wtedy wymiana ludności. W miejsce wysiedlonych Niemców i Czechów na Ziemiach Zachodnich osiedlono mieszkańców wschodnich terenów przedwojennej Polski, włączonych do Związku Radzieckiego. Polityka osiedleńcza doprowadziła do bardzo niekorzystnych zmian w regionie Gór Stołowych, Wzgórz Lewińskich i Gór Bystrzyckich. Nowi przybysze nie posiadali umiejętności gospodarowania w trudnych warunkach górskich, jak również nie potrafili kontynuować letniskowych tradycji wsi. Stało się to przyczyną postępującego upadku rolnictwa w tym terenie i wyludniania się wiosek górskich. Toteż takie osady jak: Ostra Góra, Czerwony Strumień, Karłówek, Grodczyn, Leśna i wiele innych zupełnie znikły z mapy Polski. W „czeskim zakątku”, także w Ostrej Górze migracje do Niemiec i Czechosłowacji trwały przez pierwsze powojenne dwudziestolecie.

## Współczesność
Obecnie wyludniona wieś przygraniczna, położona w Górach Stołowych na wysokości 650 m n.p.m., u stóp zachodniego zbocza Ostrej Góry (720 m n.p.m.), na samej granicy polsko-czeskiej. Z dawnej wsi pozostało tylko parę chałup, dzwonnica alarmowa z 1868 roku, fundamenty kilku innych obiektów między innymi szkoły. W jednym z zachowanych budynków mieści się wojskowy ośrodek szkoleniowy (do niedawna Wyższej Szkoły Oficerskiej im. Tadeusza Kościuszki we Wrocławiu, potem Centrum Szkolenia Wojsk Chemicznych i Inżynieryjnych im. gen. Jakuba Jasińskiego we Wrocławiu, obecnie obiekt Ośrodka Szkolenia Piechoty Górskiej „Jodła” w Dusznikach Zdroju). Jesienią 2013 r. na terenie dawnej wsi otwarto ścieżkę dydaktyczną, upamiętniającą dawnych mieszkańców Nouzína/Nauseney.

W ostatnich latach bytności czeskich mieszkańców dzięki badaniom Jaromira Jecha i Janusza Siatkowskiego udało się zarejestrować bogactwo kultury duchowej "czeskiego zakątka". Niezwykle bogatego materiału (ustnych opowieści) dostarczyła mieszkanka Ostrej Góry Filomena Hornychová.

## Turystyka
Przez teren dawnej wsi prowadzą szlaki turystyczne:
- zielony: Kudowa-Zdrój PKS – Czermna – Pstrążna – Bukowina Kłodzka – Błędne Skały – Ostra Góra – Pasterka – Karłów[2],
- czerwony rowerowy – odcinek międzynarodowej trasy rowerowerowej – Pętla Mała z Radkowa do Polic nad Metují,
- przy Drodze Machowskiej znajduje się byłe turystyczne przejście graniczne z Czechami Ostra Góra – Machovská Lhota.